# العلاقات اليابانية البوتانية
العلاقات اليابانية البوتانية هي العلاقات الثنائية التي تجمع بين اليابان وبوتان.

## مقارنة بين البلدين
هذه مقارنة عامة ومرجعية للدولتين:
| وجه المقارنة                                              | اليابان         | بوتان          |
| --------------------------------------------------------- | --------------- | -------------- |
| المساحة (كم2)                                             | 377.97 ألف      | 38.39 ألف      |
| عدد السكان (نسمة)                                         | 126.79 مليون    | 807.61 ألف     |
| الكثافة السكانية (ن./كم²)                                 | 335.45          | 21.04          |
| العاصمة                                                   | طوكيو           | تيمفو          |
| اللغة الرسمية                                             | اللغة اليابانية | لغة دزونكا     |
| العملة                                                    | ين ياباني       | نغولترم بوتاني |
| الناتج المحلي الإجمالي (بليون دولار)                      | 4.87 تريليون    | 2.51 مليار     |
| الناتج المحلي الإجمالي (تعادل القوة الشرائية) بليون دولار | 5.18 تريليون    | 6.49 مليار     |
| الناتج المحلي الإجمالي الاسمي للفرد دولار أمريكي          | 34.52 ألف       | 2.66 ألف       |
| الناتج المحلي الإجمالي للفرد دولار أمريكي                 | 36.62 ألف       | 7.82 ألف       |
| مؤشر التنمية البشرية                                      | 0.903           | 0.605          |
| رمز المكالمات الدولي                                      | +81             | +975           |
| رمز الإنترنت                                              | .jp             | .bt            |
| المنطقة الزمنية                                           | توقيت اليابان   | ت ع م+06:00    |

## منظمات دولية مشتركة
يشترك البلدان في عضوية مجموعة من المنظمات الدولية، منها:
| علم المنظمة | اسم المنظمة                        | تاريخ انضمام اليابان | تاريخ انضمام بوتان |
| ----------- | ---------------------------------- | -------------------- | ------------------ |
|             | يونسكو                             | 2 يوليو 1951         | 13 أبريل 1982      |
|             | مؤسسة التمويل الدولية              | 20 يوليو 1956        | 1 ديسمبر 2003      |
|             | بنك التنمية الآسيوي                | 1966                 | 1982               |
|             | منظمة حظر الأسلحة الكيميائية       | ?                    | ?                  |
|             | مؤسسة التنمية الدولية              | 27 ديسمبر 1960       | 28 سبتمبر 1981     |
|             | وكالة ضمان الاستثمار متعدد الأطراف | 12 أبريل 1988        | 21 أكتوبر 2014     |
|             | الاتحاد البريدي العالمي            | ?                    | ?                  |
|             | منظمة الشرطة الجنائية الدولية      | ?                    | ?                  |
|             | الأمم المتحدة                      | 18 ديسمبر 1956       | 21 سبتمبر 1971     |
|             | الاتحاد الدولي للاتصالات           | 29 يناير 1879        | 15 سبتمبر 1988     |
|             | البنك الدولي للإنشاء والتعمير      | 13 أغسطس 1952        | 28 سبتمبر 1981     |

## وصلات خارجية
- موقع وزارة الخارجية اليابانية
- موقع وزارة الخارجية البوتانية